# Galmus
Galmus – grupa górska w formie rozległego, mocno już zerodowanego płaskowyżu, zbudowanego głównie ze skał węglanowych, znajdująca się w Rudawach Spiskich we wschodniej Słowacji.

## Położenie
Galmus stanowi północny fragment grupy górskiej, określanej przez Słowaków jako Hnilecké vrchy i stanowiącej północną część Wołowskich Wierchów. Od północy ogranicza go dolina Hornadu, od zachodu Markušovský potok i kotlina Rudňan, zaś od południowego wschodu dolina Slovinskiego potoku.

## Charakterystyka
Grupa górska, określana jako Galmus, jest starym płaskowyżem krasowym, mocno już zerodowanym i znacznie rozczłonkowanym licznymi głębokimi dolinami, z których największa, biegnąca z zachodu na wschód Poráčska dolina, rozdziela grupę na dwie części. Wysokości wzniesień sięgają przeciętnie 700-900 m n.p.m. Ponad tę górną wysokość występują jedynie Biela skala (926 m n.p.m.) w części północnej oraz Slovinská skala (lub: Skala; 1014 m n.p.m.) w części południowej. Doliny w większości są głębokie, o stromych zboczach, kręte, przyjmują czasami formę skalistych wąwozów. Z kolei partie grzbietowe w wielu miejscach przyjmują formy lekko tylko sfalowanych lub nachylonych, bezwodnych plateau. Całą grupę porastają lasy, większe obszary polan występują głównie w południowej części grupy i związane są z dawną gospodarką pasterską.

## Geologia
Główny zrąb Galmusu budują masywne, jasne wapienie oraz równie masywne dolomity (tzw. wettersteinskie) pochodzące z triasu, lokalnie z wtrąceniami margli i łupków. Osadzone na dnie mezozoicznego morza, masy te zostały następnie w czasie orogenezy alpejskiej wraz z częścią paleozoicznego podłoża przesunięte ku północy.
Na obrzeżach płaskowyżu odsłaniają się rozmaite skały owego starszego podłoża, jak diabazy i hematytowe fyllity dewońskie, wulkanity górnego karbonu, a także polimiktyczne zlepieńce i piaskowce dolnego permu. W nich występują m.in. złoża rud żelaza i miedzi. W zachodniej części występują również młodsze skały pochodzące z paleogenu, głównie średnio- i gruboziarniste, polimiktyczne i węglanowe piaskowce, zlepieńce i brekcje, a w północnej części organodetrytyczne wapienie z tego okresu.

## Ochrona przyrody
Na terenie Galmusu zlokalizowane są trzy rezerwaty przyrody. Rezerwat przyrody Červené skaly obejmuje znaczną część prawych (południowych), stromych, lokalnie skalistych zboczy Poráčskiej doliny. Rezerwat przyrody Pralesy Slovenska – Domková obejmuje górną, źródliskową część doliny Olcnavskiego potoku. Rezerwat przyrody Galmuská tisina obejmuje górne partie doliny jednego z dopływów Svätojanskiego potoku, na zachód od szczytu Biela skala. Dostępna do samodzielnego zwiedzania jaskinia Šarkanova diera podlega ochronie jako pomnik przyrody.

## Turystyka
Region nie jest nadmiernie często odwiedzany przez turystów. Dysponuje niezbyt gęstą siecią szlaków turystycznych: oprócz trzech długich szlaków biegnących mniej więcej z zachodu na wschód wzdłuż głównych grzbietów części północnej i południowej oraz wzdłuż rozdzielającej je Poráčskiej doliny istnieje jedynie kilka innych, bocznych tras znakowanych.